# ŽKK Studenac Omiš
ŽKK Studenac je hrvatski ženski košarkaški klub iz Omiša. Sjedište je u Omišu.

## Poznate igračice
- Josipa Bura
- Iva Serdar
- Sandra Pešić
- Martina Gambiraža
- Nikolina Grabovac
- Iva Todorić

## Domaći uspjesi
- prvakinje Hrvatske:[1]
doprvakinje:
prvakinje ligaškog dijela:
doprvakinje ligaškog dijela:
- osvajačice Kupa Hrvatske:[1]
finalistice Kupa Hrvatske: